# Àcid tàrtric
L'àcid tàrtric, àcid tartàric o àcid 2,3-dihidroxibutandioic és un hidroxiàcid dicarboxílic que conté en una estructura lineal de quatre àtoms de carboni amb els dos del mig asimètrics, idènticament substituïts, la qual fórmula molecular és: {\displaystyle {\ce {C4H6O6}}} o semidesenvolupada HOOC-CHOH-CHOH-COOH.

## Etimologia
El mot tàrtar prové de l'àrab hispànic ṭarṭar, que fa referència a la substància que el most diposita en el fons i en les parets del cup, de les botes, etc., sota forma d'una crosta cristal·lina rogenca; potser influenciat pel llatí tartărus, 'tosca dental'. Aquest mot s'emprà primer per anomenar les sals sintetitzades per reacció amb el carbonat de potassi obtingut per calcinació dels sediments del vi (tàrtar emètic, crèmor tàrtar, tàrtar vitriolat,..), i d'aquestes sals se'n derivà el nom de l'àcid.

## Estat natural

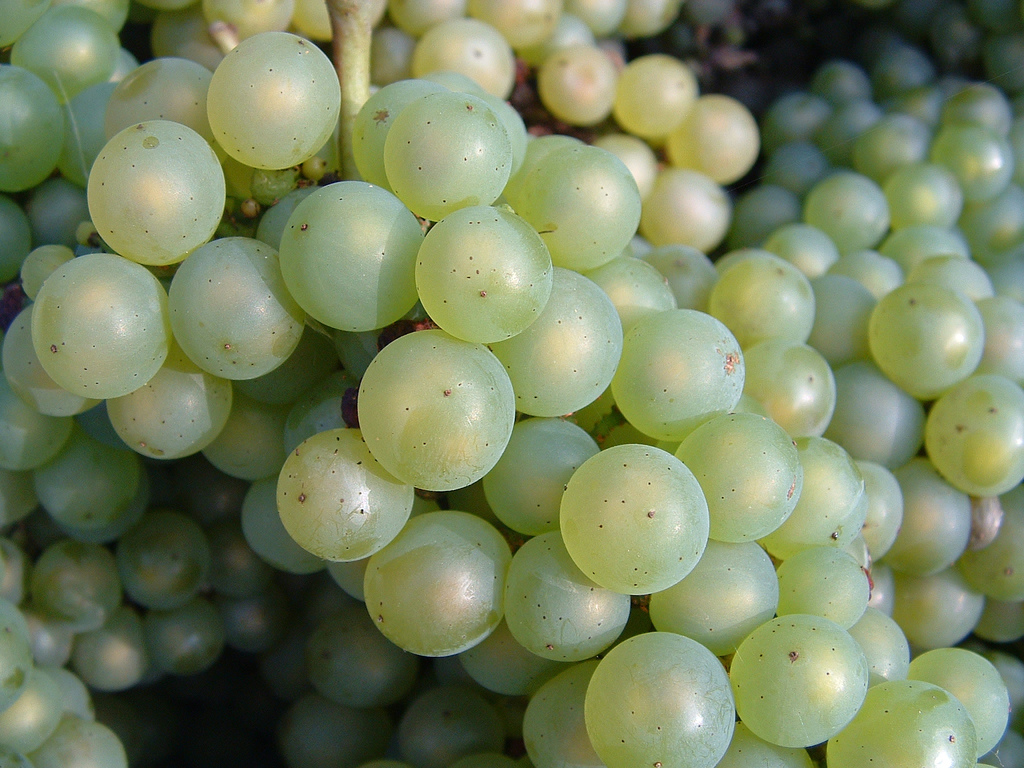
Raïm chardonnay

Hom pot trobar tres isòmers diferents de l'àcid tàrtric, les formes dextro-, levo- i meso-. Les formes dextro- i levo- presenten activitat òptica; la forma meso- és òpticament inactiva, com també l'àcid racèmic, una barreja de parts iguals de les formes dextro- i levo-. L'àcid tàrtric es troba a la natura en moltes plantes, per exemple, en el raïm i en els tamarells; aquest àcid natural és principalment l'àcid dextrotàrtric o àcid L-(+)-tàrtric, dextrorotador, també anomenat àcid (2R,3R)-2,3-dihidroxisuccínic o àcid (2R,3R)-2,3-dihidroxibutandioic. Aquesta forma es pot convertir parcialment a les altres escalfant-la amb un àlcali aquós, per exemple, hidròxid de potassi {\displaystyle {\ce {KOH}}}.

## Propietats

Els 3 isòmers de l'àcid tàrtric. A la part superior esquerra hi ha la forma dextrorotatòria natural, a la dreta el seu enantiòmer levorotatori, i a baix la forma meso òpticament inactiva

L'àcid natural, el dextrorotatori, és un sòlid cristal·lí incolor, soluble en aigua i alcohol, que es fon a 171-173 °C i, dissolt en aigua, presenta una rotació específica de la llum polaritzada [α]20D = +12,7°. L'isòmer levorotatori és l'àcid (2S,3S)-2,3-dihidroxibutandioic i no ocorre a la natura, pot ésser separat per resolució de la mescla racèmica i presenta propietats físiques i químiques idèntiques al seu enantiòmer excepte en l'activitat òptica, que presenta el mateix valor però en sentit contrari, [α]20D = –12,7°, per la qual cosa si se'ls troba mesclats no se'ls pot separar pels mètodes habituals. L'àcid tàrtric racèmic es presenta en forma de cristalls hemihidratats, en els quals es troben associades les dues espècies enantiomèriques, solubles en aigua i alcohol, que es fonen a 206 °C. Hom l'obté, conjuntament amb l'àcid mesotàrtric, per racemització de la forma dextrogira. L'àcid mesotàrtric es presenta en forma de cristalls monohidratats, solubles en aigua i alcohol, la forma anhidra del qual es fon a 140 °C. Hom l'obté per oxidació de l'àcid maleic amb permanganat de potassi {\displaystyle {\ce {KMnO4}}} en medi alcalí o, conjuntament amb l'àcid racèmic, a partir de l'àcid (2S,3S)-2,3-dihidroxibutandioic.

## Història
L'àcid tàrtric ja era conegut pels vinicultors grecs i romans. L'alquimista Jābir ibn Hayyān (721?-815) realitzà un registre escrit de la seva extracció de residus vitivinícoles. Fou aïllat pur per primera vegada l'any 1769 pel químic suec Carl Wilhelm Scheele. Dissolgué els sediments produïts en la fermentació dins aigua en ebullició i els neutralitzà amb hidròxid de calci; el tartrat de calci precipitat el tractà llavors amb àcid sulfúric per produir àcid tàrtric lliure.
L'àcid tàrtric tingué un paper important en el descobriment de la quiralitat química relacionada amb l'activitat òptica. L'activitat òptica fou observada per primera vegada el 1832 pel físic francès Jean Baptiste Biot (1774-1862), que observà la capacitat que tenien les dissolucions d'algunes substàncies de girar un cert angle la llum polaritzada, que depenia de la substància i de la seva concentració. Una d'aquestes substàncies era l'àcid tàntric dextrorotatori. El químic francès Louis Pasteur (1822-1895) continuà aquesta recerca el 1847 amb l'àcid racèmic investigant les dues diferents formes dels cristalls de tartrat d'amoni i sodi. Minuciosament separà manualment els cristalls de presentaven formes diferents, essent Pasteur el primer en aconseguir una mostra pura d'àcid levo tàrtric.

## Àcid tàrtric al vi

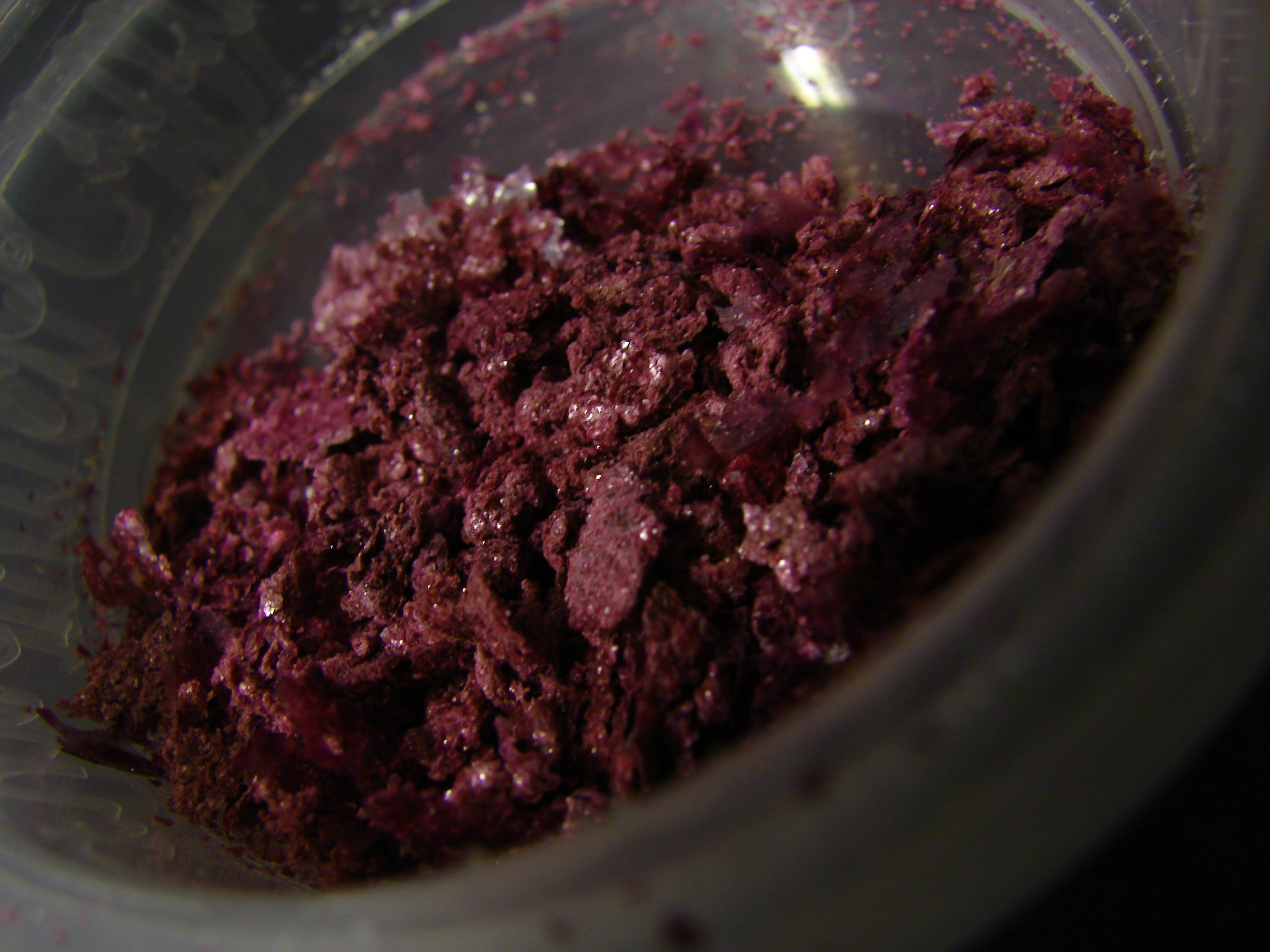
L'àcid tàrtric impur procedent del raïm agafa el color d'aquest.

En el vi l'àcid tartàric agafa la forma de cristalls de hidrogen tartrat de potassi, que de vegades es troba sobre el tap de suro a les ampolles. En les bótes on envelleix el vi s'acumulen els tartrats i aquesta havia estat una font comercial de l'hidrogen tartrat de potassi.
L'àcid tàrtric juga un important paper en la fermentació alcohòlica del most, fent baixar el pH fins al nivell que impedeix viure els bacteris indesitjables i essent un conservant després de la fermentació. A la boca l'àcid tàrtric es nota com un dels àcids principals junt amb l'àcid cítric i l'àcid màlic.

## Aplicacions
L'àcid tàrtric s'utilitza àmpliament com a acidulant en begudes carbonatades, comprimits efervescents, postres de gelatina i gelees de fruites. El seu codi alimentari és l'E-334. Té moltes aplicacions industrials, per exemple, en neteja i polit de metalls, en la impressió de calicó, en el tenyit de llana i en determinats processos d'impressió i desenvolupament fotogràfics. El tartrat de potassi i sodi (sal de Rochelle) s'utilitza en els miralls d'argent, en el processament de formatge i en la compostació de catàrtics suaus. L'hidrogen tartrat de potassi (crèmor tàrtar) s'incorpora a pols de cocció, dolços durs i tafies; i s'utilitza en la neteja del llautó, l'adobament electrolític del ferro i l'acer i el recobriment d'altres metalls amb or i plata. El tartrat d'antimoni i potassi (tàrtar emètic) s'utilitza com a insecticida i mordent de tintura.